# Göran Rudbo
Knut Göran Rudbo, född 23 juli 1959 i Sköns församling, Västernorrlands län, är en svensk musiker. Tillsammans med Ken Wennerholm grundade han Triple & Touch år 1983, i vilken han fortfarande är verksam.
1993 var han tillsammans med övriga Triple & Touch programledare i Melodifestivalen. Han tävlade i Melodifestivalen 1995, då han tillsammans med Ulrika Bornemark sjöng "Jag tror på dig". Dessutom har han varit röstskådespelare i de svenska versionerna av Mulan (1998) och Dumbo (nydubbning, 1996).
Rudbo har tillsammans med Ken Wennerholm varit engagerad i välgörenhetsprojekt i Sydafrika, ett arbete som även kronprinsessan Victoria engagerat sig i. De har mottagit medalj av kungen för detta.

## Diskografi

### Singlar
- 1995 – Jag tror på dig (Scranta) tillsammans med Ulrika Bornemark.[7]

## Filmografi
- 1988 – Melodifestivalen 1988
- 1989 – Oldsberg för närvarande
- 1992 – Allsång på skansen
- 1993 – Melodifestivalen 1993
- 1993 – Fångarna på fortet
- 1995 – Melodifestivalen 1995
- 1996 – Allsång på skansen
- 1996 – Söndagsöppet
- 1997 – Så ska det låta
- 1998 – Söndagsöppet
- 1999 – Så ska det låta
- 2003 – Bingolotto
- 2005–2007 – På spåret[8]
- 2006 – Så ska det låta
- 2013 – Poskodsmiljonären

## Utmärkelser
- 2016 – Hans Majestät Konungens medalj i 5:e storleken i högblått band.[9]